# Clasicismo holandés

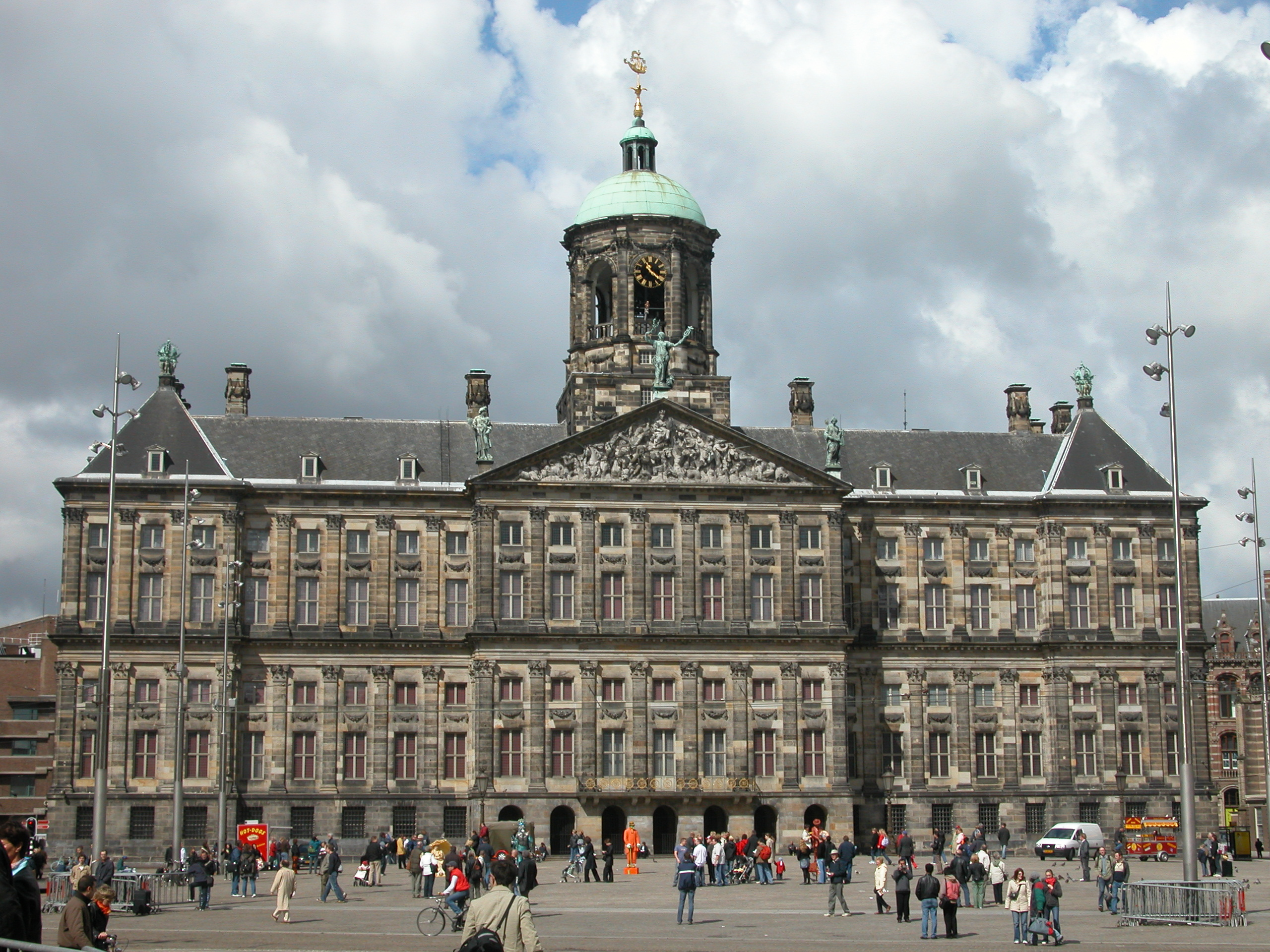
El antiguo ayuntamiento en la plaza Dam, ahora Palacio Real de Ámsterdam, construido por Jacob van Campen en 1648-1655.

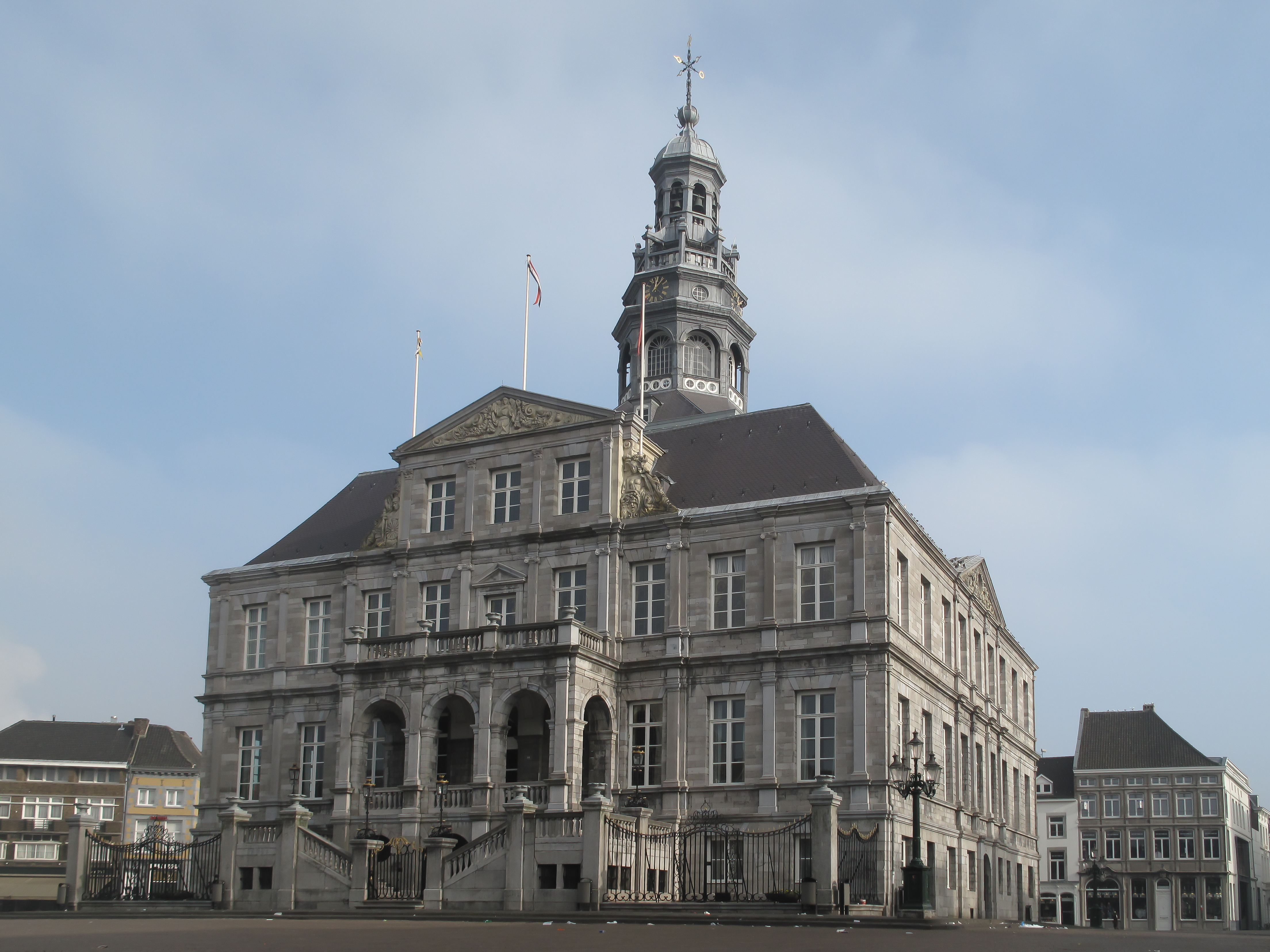
Ayuntamiento (Stadhuis) de Maastricht (1659-1684), de Pieter Post.

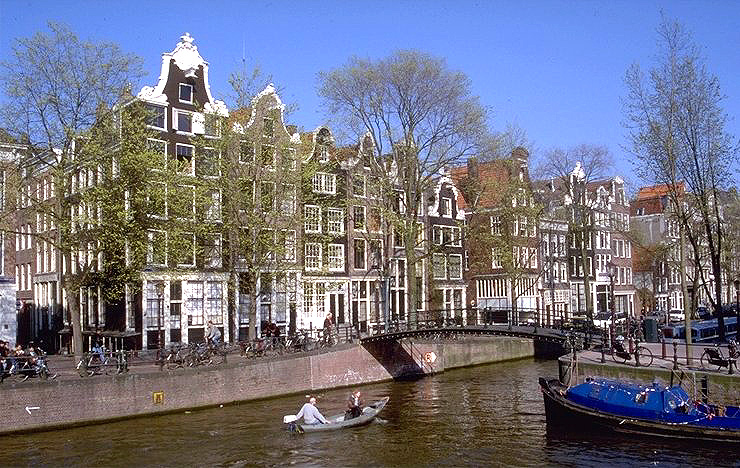
Brouwersgracht, uno de los canales de Ámsterdam.

El clasicismo holandés (en neerlandés: Hollands classicisme), a veces también llamado arquitectura barroca en los Países Bajos septentrionales o simplemente Barroco holandés, fue el principal estilo arquitectónico de las Provincias Unidas (1581-1795) en el siglo XVII que intentó reflejar los valores cívicos republicanos conectandolos con los de la Antigüedad clásica. Esta variante regional del clasicismo, simultánea al clasicismo inglés de Iñigo Jones, alcanzó su apogeo entre 1625 y 1665 aproximadamente y se caracterizó por la sobriedad y contención. Una variante posterior, aún más austera, del clasicismo holandés fue el estilo Strakke (Strakke stijl).
Los principales exponentes de la arquitectura neerlandesa de mediados del siglo XVII fueron Jacob van Campen (1595-1657) y Pieter Post (1608-1669), considerados los creadores del estilo.  Adoptaron de Hendrik de Keyser, que había sido determinante en el establecimiento de un estilo manierista a comienzos del siglo XVII, elementos eclécticos como pilastras de orden gigante, tejados con hastiales, frontones centrales y vigorosos campanarios. Entre los edificios más ambiciosos del periodo están los ayuntamientos (Stadhuis) de Ámsterdam (1646, hoy  Palacio Real) y Maastricht (1658), diseñados por Campen y Post, respectivamente. Por otra parte, las residencias de la Casa de Orange están más próximas a mansiones burguesas que a palacios reales. Dos de ellas, Huis ten Bosch y Mauritshuis, son bloques simétricos con grandes ventanales, desprovistos de la decoración ostentosa que caracteriza a otras arquitecturas barrocas. El mismo efecto de austeridad geométrica se consigue sin gran coste o efectos pretenciosos en la residencia de verano del Estatúder en Het Loo.
La importancia de los Países Bajos septentrionales hizo que la influencia de su arquitectura traspasara sus fronteras: arquitectos neerlandeses fueron contratados para importantes proyectos en la Alemania del Norte, Escandinavia y Rusia, diseminando su estilo por estos países. La arquitectura colonial neerlandesa se construyó en lugares como el valle del río Hudson, donde se edificaron casas de ladrillos rojos con hastiales , y todavía puede verse en  Willemstad (Curazao), aunque pintada de colores.

## Contexto histórico
Tras la división de la región histórica de los Países Bajos en la República independiente de las Provincias Unidas (denominada habitualmente "Holanda", por ser esta su parte más rica y poblada), situada en el norte, y los Países Bajos meridionales, en el sur y dependientes de la corte de los Habsburgo, las diferencias en el desarrollo de la arquitectura en esta zona de Europa se volvieron permanentes. Además de las diferencias políticas y sociales (revolución burguesa en el norte, monarquía autoritaria o absoluta en el dur) destacan las religiosas (protestantismo en el norte y catolicismo en el sur). Después de la división de los Países Bajos, se desarrolló el arte holandés en el norte y el flamenco en el sur.
Tras la conclusión de la Unión de Utrecht el 23 de enero de 1579 y el destronamiento del rey español Felipe II en 1581, los combates entre la República de las Provincias Unidas y España continuaron durante varios años (Guerra de los Ochenta Años, 1568-1648). Solo en 1648 los Habsburgo españoles reconocieron la independencia de la República. El siglo XVII fue un período de prosperidad económica para el país. En un país basado en la igualdad social, habitado principalmente por población protestante, calvinistas, no había necesidad de una arquitectura sagrada ricamente decorada ni de impresionantes palacios de la nobleza.
Mientras que la arquitectura de los Países Bajos meridionales  (ejemplificada en los edificios de Amberes) se vio más influida por el Barroco contrarreformista romano de Bernini y Borromini, la República Holandesa encargó formas más austeras para las residencias de la Casa de Orange y los edificios públicos.

## Desarrollo de la arquitectura
En el clasicismo holandés, también llamado erróneamente «barroco clásico», se cuestionan las soluciones constructivas y decorativas manieristas en la tradición de Hendrik de Keyser, que había sido determinante en el establecimiento de un estilo de influencia veneciana a comienzos del siglo XVII, con edificios como la Noorderkerk ('Iglesia del Norte', 1620-1623) y la Westerkerk ('Iglesia del Oeste', 1620-1631) en Ámsterdam. La influencia de las colecciones de modelos del neerlandés Hans Vredeman de Vries, la principal de las cuales,  Architectura, fue publicada en 1577, aún era perceptible a principios del siglo XVII. Sin embargo, el gusto por esa arquitectura caprichosa caracterizada por los excesos decorativos, particularmente evidente en el ayuntamiento de Leiden (1595) así como en el mercado de carne de Haarlem (1603), de Lieven de Key, no resistirá a la reacción clásica. 

Obras manieristas de Hendrick de Keyser en Amsterdam
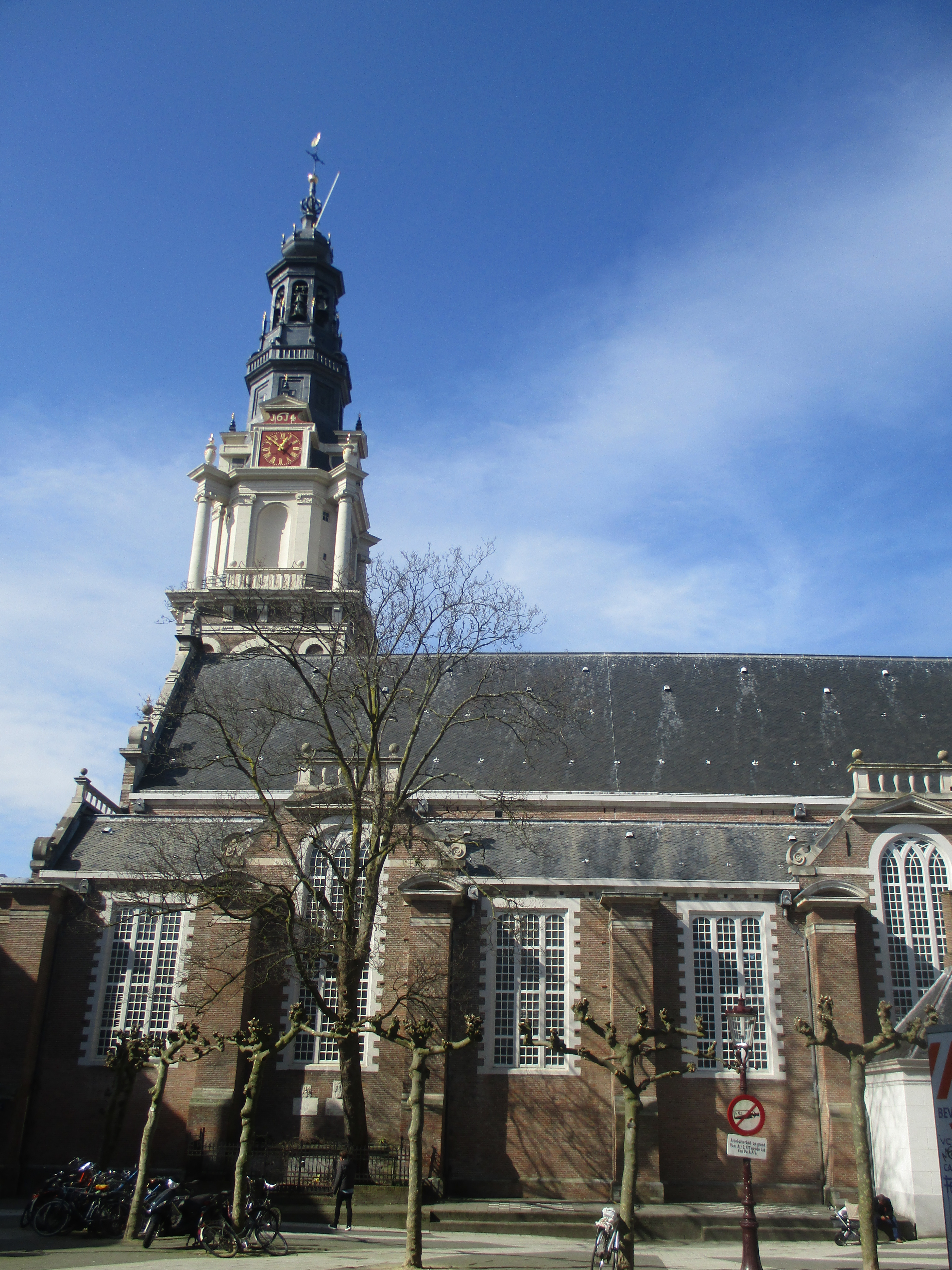
Zuiderkerk (1603-1611)
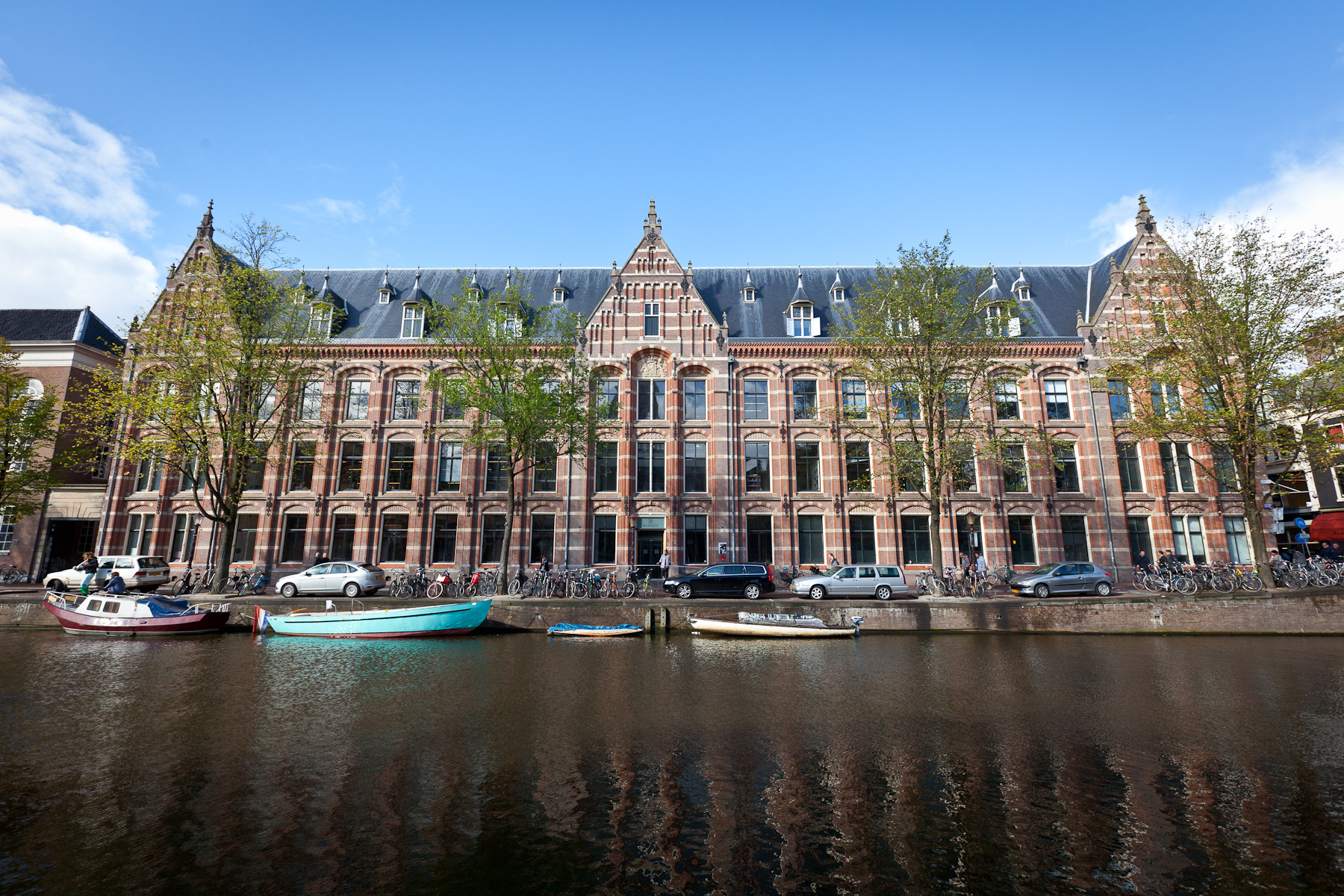
Oost-Indisch Huis (1605-1606), sede de la Compañía Neerlandesa de las Indias Orientales
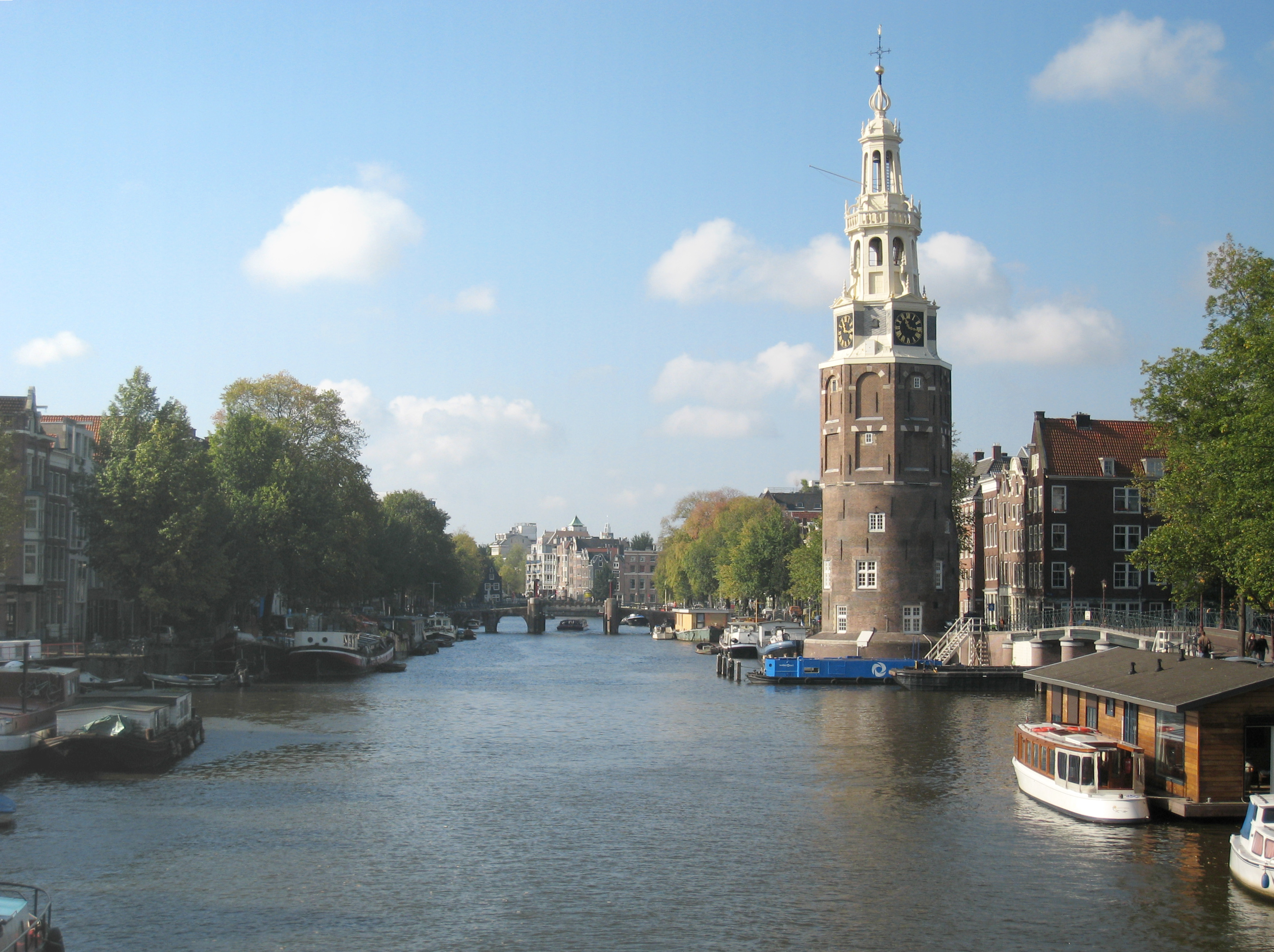
Montelbaanstoren (1606)
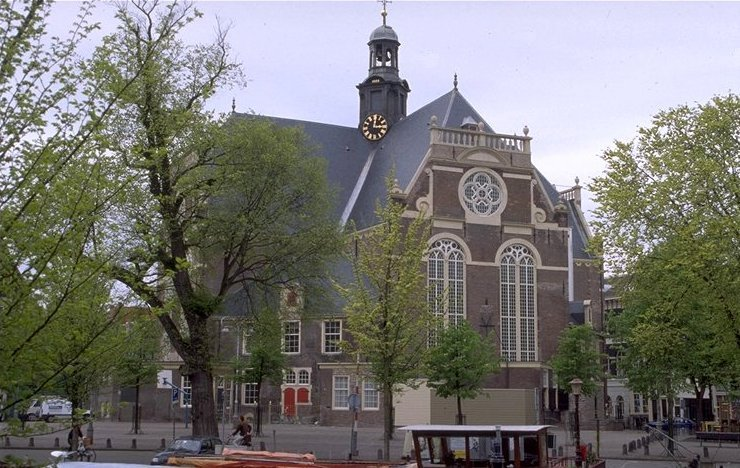
Noorderkerk (1620-1623)
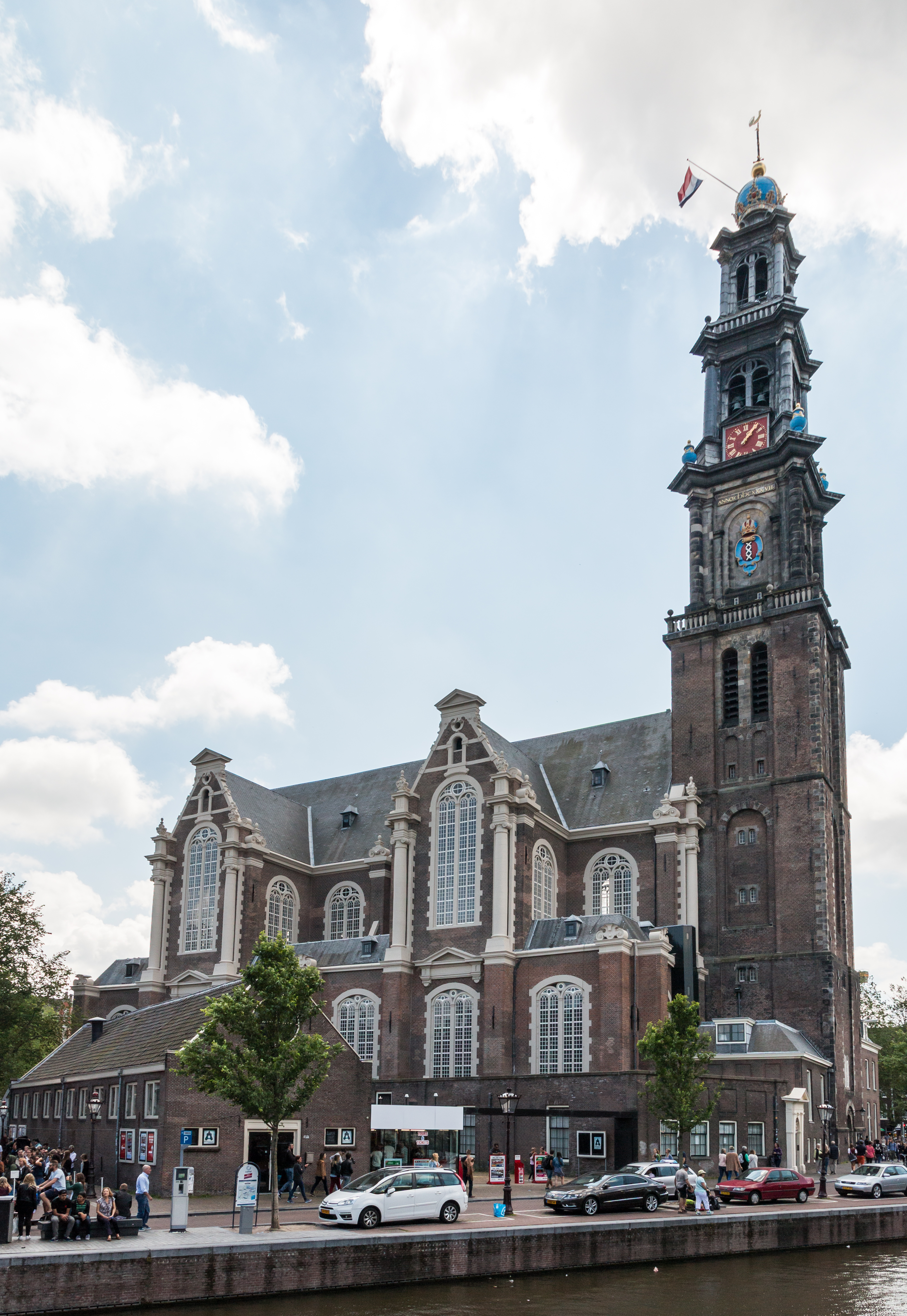
Westerkerk (1631)

Los tratados sobre los órdenes, ampliamente difundidos en la época y basados en el tratado de Vitruvio, De architectura —que establecía en particular las reglas de proporciones y de superposición de los cinco órdenes arquitectónicos: toscano, dórico, jónico, corintio y compuesto—, fueron en ese momento escrupulosamente respetados por los arquitectos neerlandeses. Ciertos precedentes de una arquitectura protoclásica ya habían visto la luz los Países Bajos meridionales, ya sea la ampliación del ayuntamiento de Gante construida en 1580 o, especialmente, el ayuntamiento de Amberes construido en 1564 por Cornelis Floris de Vriendt, todavía manierista de espíritu.
Las obras de Andrea Palladio (1508-1580), de Jacopo Vignola y de Vincenzo Scamozzi (1548-1616) en el Véneto constituyeron una importante fuente de inspiración, tanto en los Países Bajos como en Inglaterra, donde Inigo Jones difundirá un paladianismo que también tendrá su lugar bajo una variante regional en las Provincias Unidas. Se trataba de un estilo clasicista, percibido por sus creadores como lo opuesto al arte barroco, considerado el estilo del papado. Se crean edificios de proporciones perfectas y una decoración escultórica muy modesta. Recién a finales del siglo XVII aparecen las influencias francesas, traídas por los hugonotes. Además de una decoración más rica, el espacio alrededor de los edificios está inspirado en los jardines, con cenadores, cuevas y pozos, pero sin grandes árboles ni arbustos, solo parterres de flores. 
La puerta de Santa Catalina en Utrecht, construida entre 1621 y 1625 y actualmente destruida, se considera la primera realización plenamente clásica en su composición. No es de extrañar que sea contemporánea de la Banqueting House construida en Londres por Inigo Jones en 1622, que constituye la primera obra palladiana en Inglaterra, junto con la Queen's House del mismo autor.  Además, sería gracias a un baile celebrado en esa sala de banquetes del inacabado palacio de Whitehall donde Constantin Huygens, diplomático humanista que se convertiría en asesor artístico del estatúder, se habría visto influido por esa nueva visión de la arquitectura que hasta ese momento no había cruzado las fronteras del Véneto (que también visitó). Huygens llegó incluso a hacer de su propia casa, construida en La Haya en 1634 y hoy destruida, un manifiesto a favor de ese paladianismo revisitado.
Entre los arquitectos barrocos clasicistas destacan:
- Jacob van Campen: diseñador del antiguo ayuntamiento en la plaza Dam (ahora Palacio Real de Ámsterdam, 1648-1655), un edificio de cinco plantas cuya fachada estaba dividida por cornisas en tres franjas horizontales: un zócalo y dos campos en los que las pilastras recorrían dos pisos. Proyectó tres avant-corps en la fachada y dispuso sobre la parte central del edificio una alta torre octogonal, rematada con una cúpula con linterna. El cuerpo centrla avanzado está coronada por un tímpano con una decoración escultórica del artista de Amberes Artus Quellij el Joven, que representa la alegoría de Ámsterdam, a la que rinden homenaje Neptuno y otras figuras mitológicas. Campen también diseñó un palacio para el príncipe Juan de Mauricio - Mauritshuis (1633-1635), actualmente el Museo de Pintura (La Haya), y colaboró con Peter Post en la construcción del palacio Huis ten Bosch de 1645 (Orange Hall). también la iglesia de Santa Ana en Haarlem (1645-1649).
- Pieter Post, arquitecto y pintor que colaboró con Campen en la construcción de los palacios Mauritshuis y Huis ten Bosch, diseñador de los edificios municipales de pesos públicos (Waag)  de Gouda (1668) y de Leiden (1657-1658), y del ayuntamiento de Maastricht (1659-1664 ) También participó en la construcción de la iglesia Nieuve Kerk en Haarlem.
- Philip Vingboons, diseñador de casas de vecindad en Ámsterdam

Entre los emigrantes franceses destacó Daniel Marot, arquitecto de la corte de Guillermo de Orange. Junto con Jacob Roman, reconstruyó el palacio Het Loo (cerca de Apeldoorn) y la embelleció con un magnífico jardín barroco.

## Características

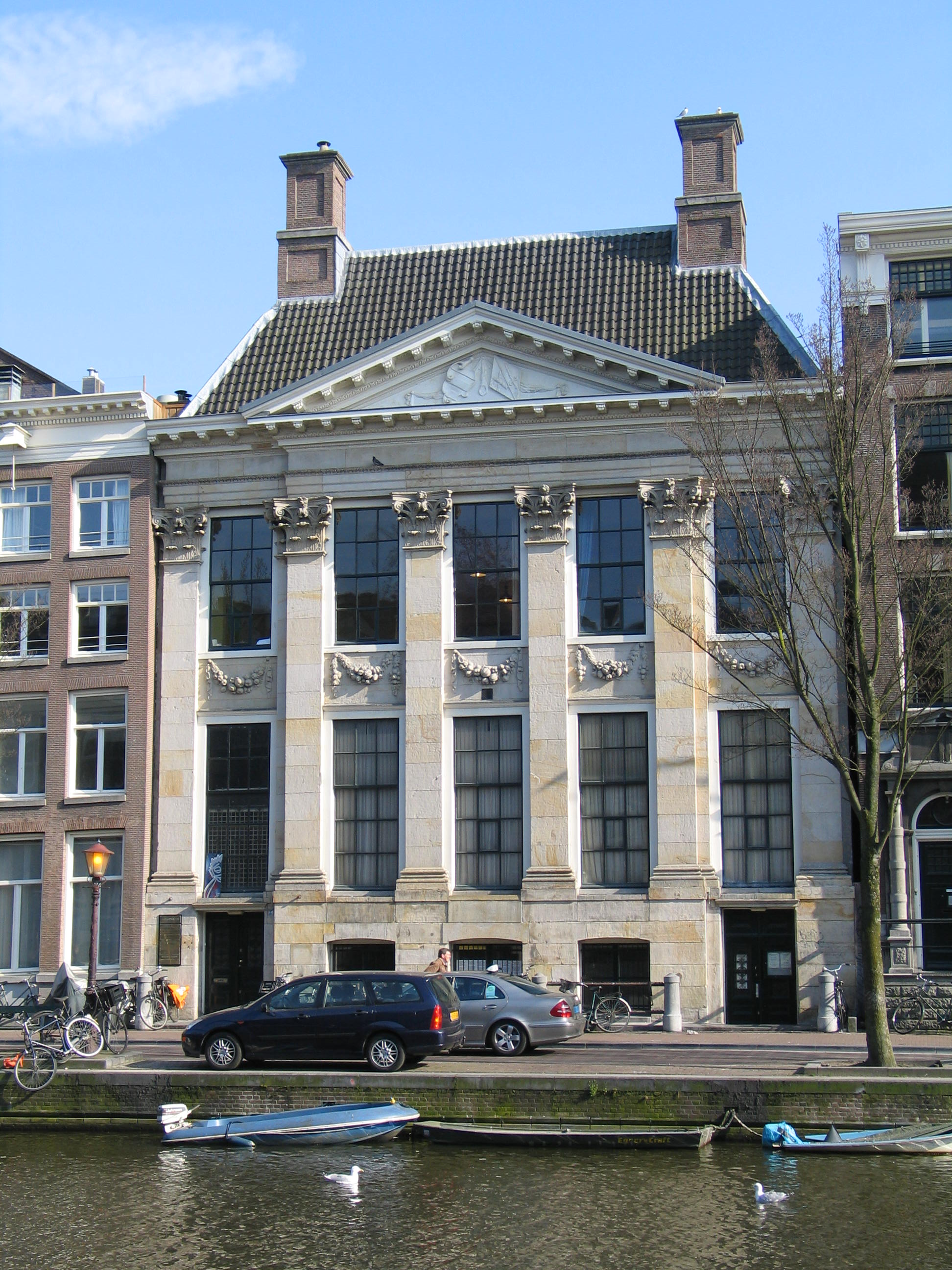
De Gulden Steur (o «Poppenhuis »), construido por Philips Vingboons en 1642.

La creciente riqueza de la elite dirigente de la República (el stadhouder y los Estados Generales), así como de los comerciantes, permitió el desarrollo de un nuevo estilo de vida, mucho más refinado y adaptado a las costumbres en boga tras la llegada al poder del estatúder Federico Enrique de Orange-Nassau, que luego se rodeó de una corte casi principesca. Esto se tradujo en arquitectura mediante edificios sobrios, dignos pero también imponentes. La preocupación por respetar las proporciones y la armonía de la composición estuvo en el centro de las preocupaciones de los arquitectos, que intentaron conciliar las condiciones climáticas y culturales de su país con unos modelos arquitectónicos que sólo se adaptaban a las regiones mediterráneas. El ejemplo más característico del clasicismo holandés en Ámsterdam es también el edificio más importante de la ciudad: el Antiguo Ayuntamiento en la plaza Dam, hoy palacio real, construido según diseños de Jacob van Campen entre 1648 y 1655.
La influencia del clasicismo holandés es especialmente evidente en las casas dobles (de 15 a 18 m de ancho). Muchos de estos edificios fueron realizados por Philips Vingboons, mientras que algunos se atribuyen a su hermano Justus (1620-1698). En la casa sencilla (de 7 a 9 m), la aplicación de formas clásicas era problemática, porque las columnas y pilastras requerían un ancho considerable para que se respetasen correctamente las proporciones generales. Philips Vingboons transformó así el hastial escalonado en un hastial con cuello (Halsgevel) para integrar de forma más pertinente una decoración clásica, aunque en general resultaba imposible hacer coincidir las dimensiones de las pilastras de dichos hastiales con las recomendadas por los tratados de arquitectura..
Estos ejemplos han sido imitados de dos maneras diferentes:
- Fachadas con pilastras (Pilastergeve) (en muro canalón)
- Frontones con collar (Halsgevel) cuya ornamentación incluye fácilmente figuras humanas o animales, aunque a menudo inspiradas en el estilo de los Vingboons.

Después de 1665, el uso de la fachada con pilastras disminuyó drásticamente. El período comprendido aproximadamente entre 1665 y 1700 estuvo marcado por la aplicación del "estilo austero" (strakke stijl), la última fase del clasicismo holandés. En este clasicismo tan sobrio, las pilastras ya no se utilizaron (o como mucho en el marco de la puerta). El rigor y la distinción se obtenían por el ritmo tenso de los elementos de la fachada: superficies desnudas y severas, vanos sin marcos. La única decoración se concentraba en el vano central (o el de la entrada) y encima de la cornisa. El eje central adquirió preeminencia, incluso en el interior. El principal diseñador de la época fue Adriaan Dortsman (1636-1682), pero Philips Vingboons siguió siendo un pionero y construyó una fachada sin pilastras a partir de 1638. Posteriormente, Vingboons siguió la evolución de la moda alrededor de 1665. Después de 1670, una nueva generación de maestros de obras adoptó la nueva austeridad. Elias Bouman jugó entonces un papel importante con Dortsman. El estilo austero se aplicó principalmente a las residencias urbanas, pero también influyó en la fachada estrecha de las viviendas más modestas: el frontón con cuello estaba desprovisto de pilastras. Las únicas decoraciones permitidas volvían a concentrarse en la parte superior.

## Renovación del clasicismo

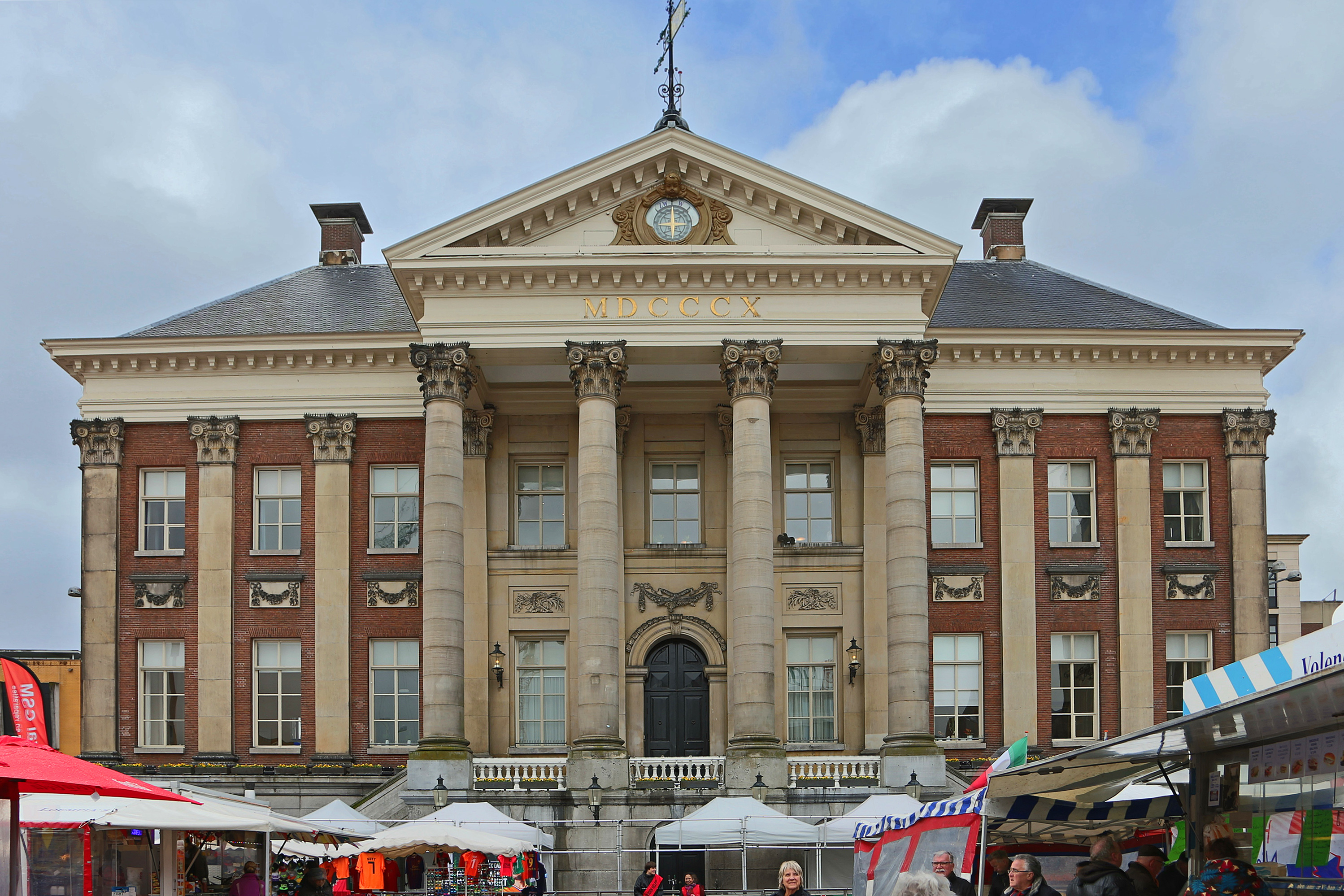
Ayuntamiento de Groninga (en 2016).

Después de que la arquitectura del siglo XVIII estuviese dominada por los estilos franceses (Luis XIV, XV y XVI), el clasicismo experimentó un resurgimiento del interés a finales de siglo. En la mayoría de los países existía una locura por la arquitectura de la antigua Grecia y la antigua Roma (neoclasicismo). En los Países Bajos, sin embargo, el interés por la arquitectura antigua se combinó con un resurgimiento de su propio clasicismo del siglo XVII.
El neoclasicismo neerlandés de finales del siglo XVIII y principios del XIX  combinó los dos estilos. Por ejemplo, en el Ayuntamiento de Groninga, se ve la combinación de una fachada con pilastras (característica del clasicismo holandés) con un pórtico de moda entre muchos arquitectos del neoclasicismo europeo.

## Pintura

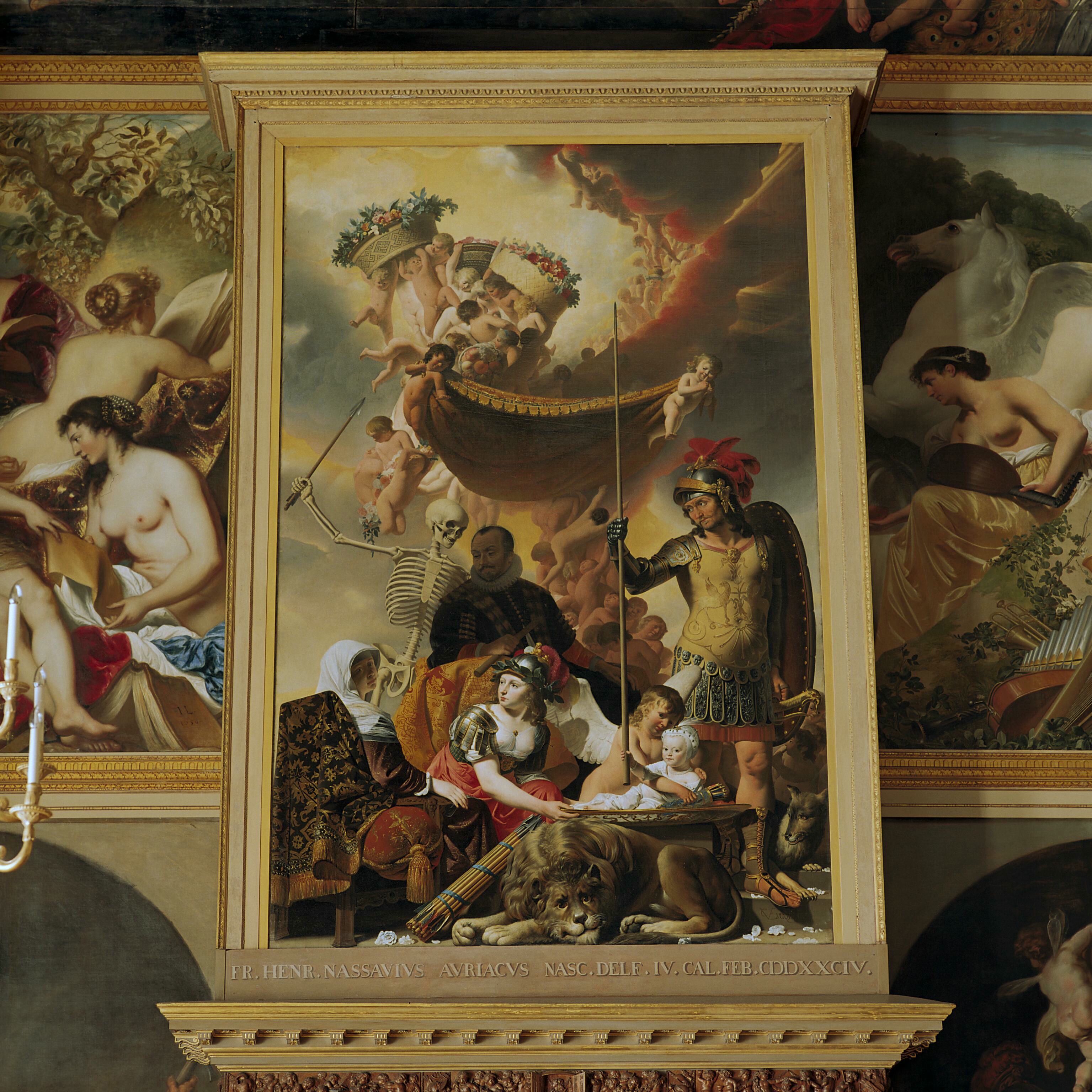
Pinturas del Oranjezaal.

Un movimiento clásico típicamente neerlandés también se puede observar en la pintura del período posterior a 1625. Se ve más claramente en la pintura de historia de este período. En la decoración de edificios gubernamentales, este fue el estilo más buscado. Los encargos más importantes incluyen la decoración de la sala de los naranjos (Oranjezaal) en Huis ten Bosch en La Haya y el Antiguo Ayuntamiento en la plaza Dam de Ámsterdam. Los pintores más conocidos fueron Salomon de Bray, Pieter de Grebber, Caesar van Everdingen y Jan de Bray à Haarlem, pero también trabajaron pintores clásicos en otras ciudades, como Gerrit van Honthorst al final de su vida, Jan van Bijlert y Jan Gerritsz van Bronkhorst en Utrecht.

## Arquitectos y obras
- Hendrik de Keyser (1565-1621)

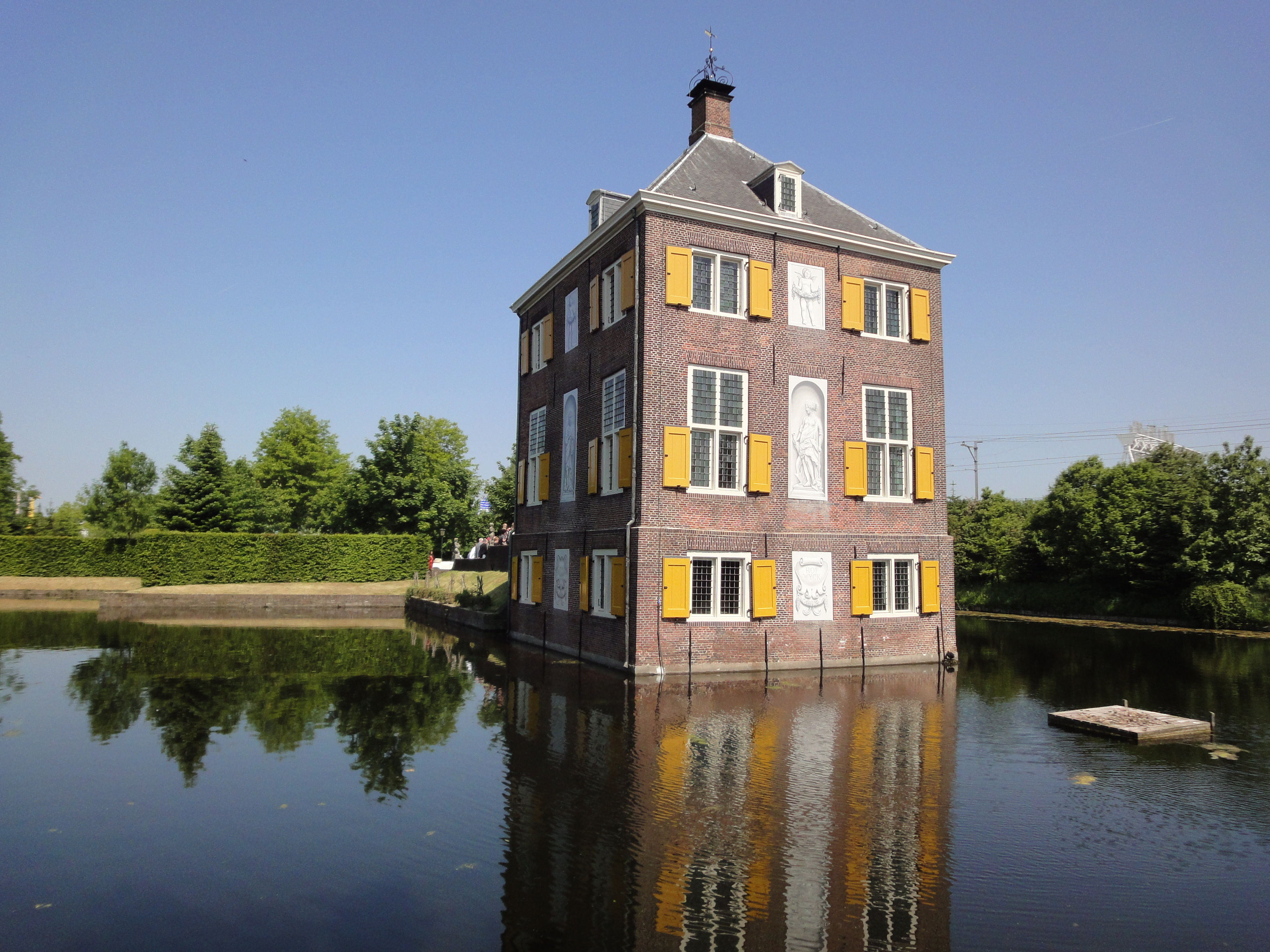
Hofwijck (1642) en Voorburg, obra de Jacob van Campen.

  - Antigua bolsa de Ámsterdam, 1608 (destruida), inspirada por la de Londres
  - Westerkerk, Amsterdam, 1620
  - Noorderkerk, Amsterdam, comenzada en 1620 y probablemente acabada por Hendrick Jacobsz. Staets[7]

- Jacob van Campen (1586-1657)
  - Coymanshuis, Amsterdam, 1625
  - Huis ten Bosch, Maarssen, 1628
  - Mauritshuis, La Haya, 1633-1644 (con la colaboración de Pieter Post), realizada por el sobrino nieto del estatúder Federico Enrique de Nassau.[7] Este es el primer logro completamente palladiano en las Provincias Unidas;[3] al igual que la Banqueting House de Londres, esta obra no dejará de atraer imitadores.
  - Huygenshuis, La Haya, 1634-1637 (con Constantijn Huygens; demolida en 1876)
  - Palacio de Noordeinde, La Haya, 1640
  - Hofwijck, Voorburg, 1642
  - Nieuwe Kerk, 1645
  - Ayuntamiento de Ámsterdam, 1648-1665 (completada por Daniël Stalpaert). Es un edificio de planta rectangular con dos patios interiores. En el centro se encuentra una sala monumental (la sala de los burgueses, Burgerzaal). Esta sala ocupa toda la altura del edificio y está claramente inspirada en el modelo de la basílica romana, algunas reconstrucciones de las cuales fueron propuestas sobre todo por Palladio. Las esculturas son del taller de Artus Quellin  mientras que las pinturas fueron realizadas en colaboración con Rembrandt y Jordaens[7]·.[3]

- Salomon de Bray (1597-1664)

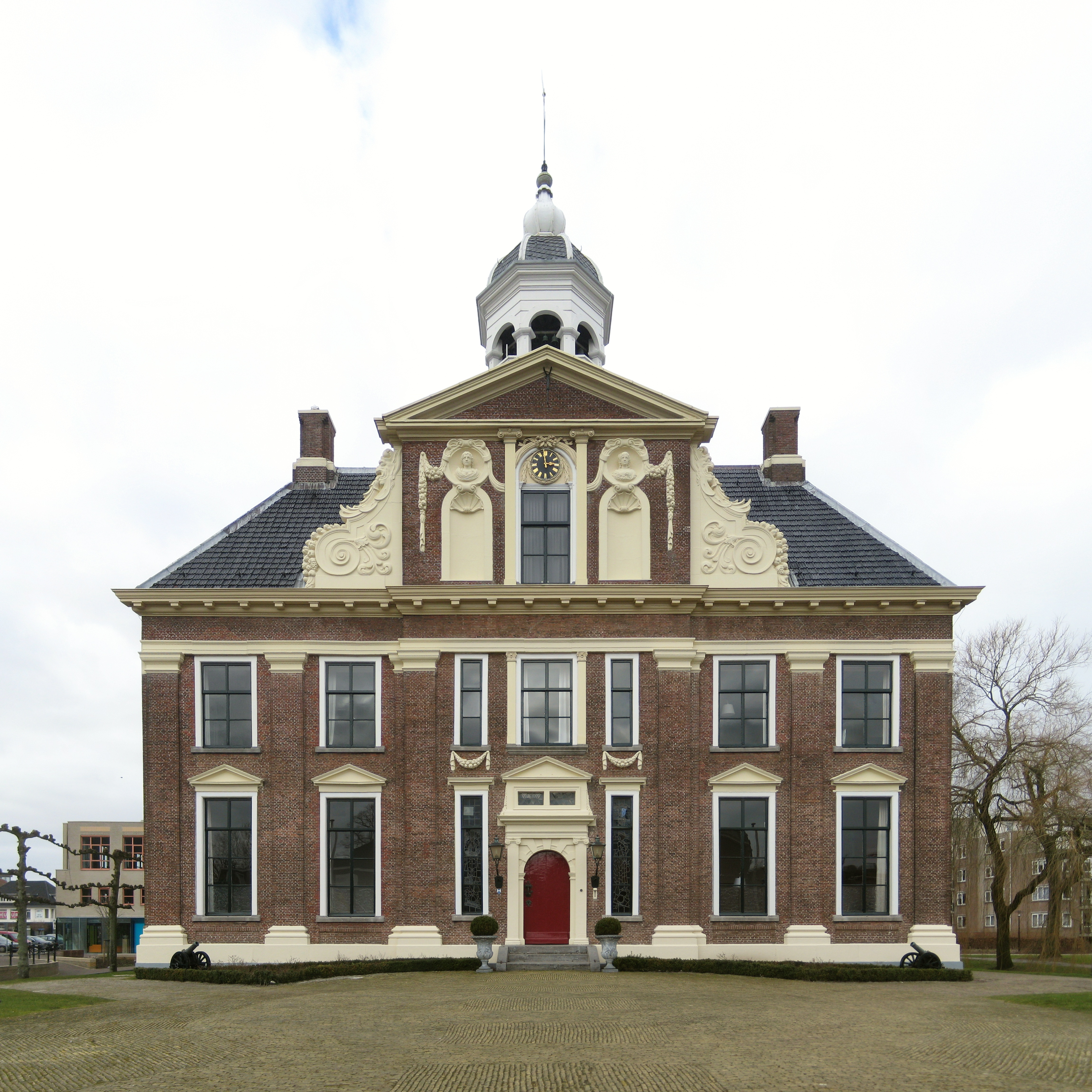
Crackstate en Heerenveen, obra de Willem de Keyser.

  - Zijlpoort, Haarlem, 1627-1628 (demolida en 1824)
  - Huys te Warmont, 1629 (renovación)
  - Ayuntamiento  de Haarlem, 1630-1533 (renovación)

- Willem de Keyser (1603 - después1674)
  - Crackstate, Heerenveen, 1647-1648

- Philips Vingboons (circa 1607-1678)
  - Singel 548 'Huis Huydecoper', 1639-1642 (casa de Johan Huydecoper van Maarsseveen, destruida en 1943)
  - De Gulden Steur, Ámsterdam, 1642
  - Nieuwe Toren, Kampen, 1649

- Pieter Post (1608-1669)

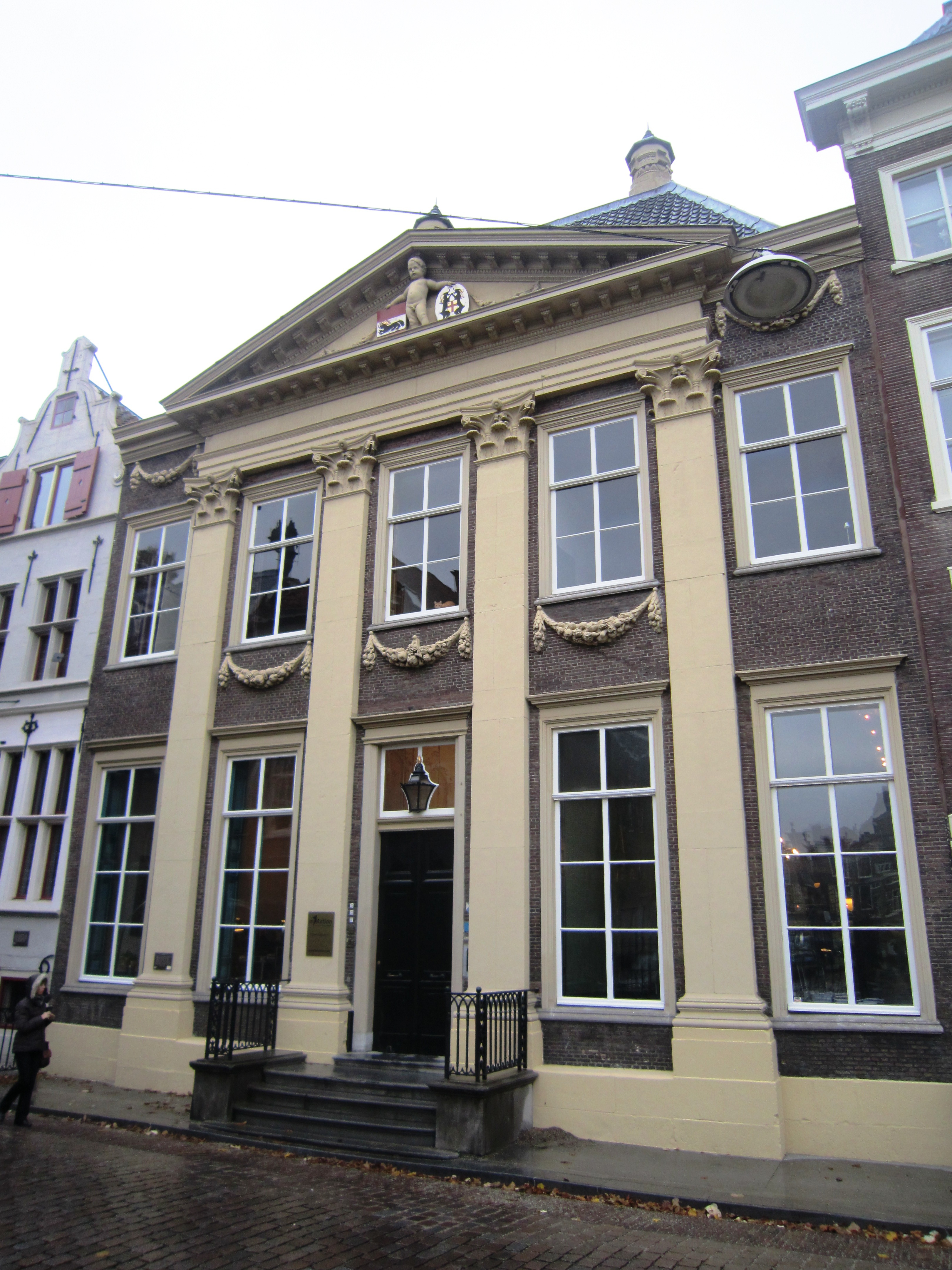
De Onbeschaamde (1650-1654), en Dordrecht, obra de Pieter Post.

  - Huis ten Bosch, La Haya, 1645-1652 (programa de decoración concebido por Jacob van Campen)
  - De Onbeschaamde (lit. el Impúdico), Dordrecht, 1650-1654
  - Sala de reunión del Senado, Binnenhof, La Haya, 1652-1665
  - Waag, Leiden, 1657
  - Ayuntamiento  de Maastricht, 1659-1664 (reformas)
  - Kruithuis, Delft, 1660
  - Waag, Gouda, 1668

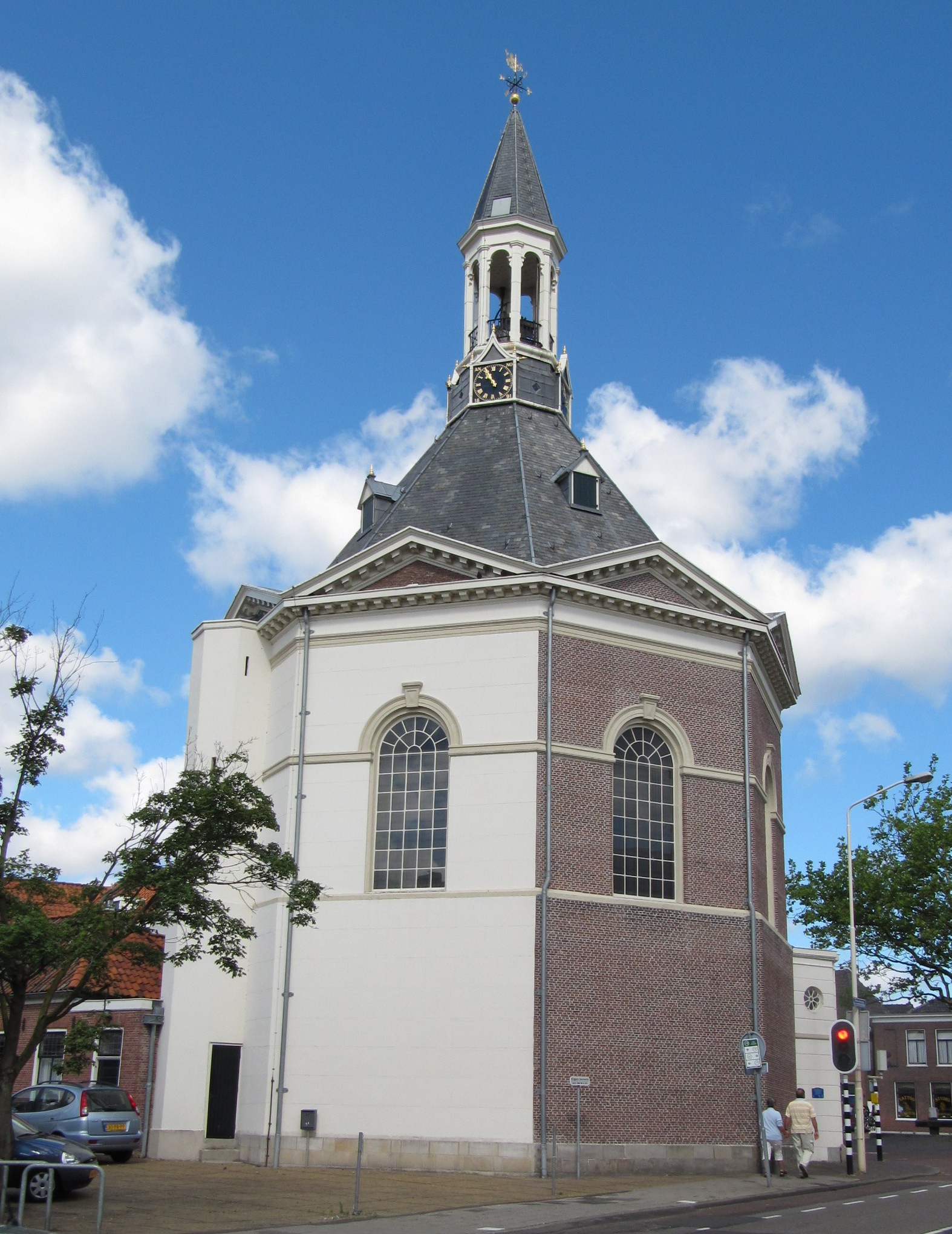
Dorpskerk (1652-1654, reconst. en 1696), en Leidschendam, obra de Arent van 's-Gravesande.

- Arent van 's-Gravesande (ca 1610-1662)
  - Sint Sebastiaansdoelen, 1636
  - Raadhuis van Middelharnis, 1639
  - Marekerk, Leiden, 1639-1650
  - Musée De Lakenhal, Leiden, 1642
  - Oostkerk, Middelburg, 1647-1767
  - Torres de la Groote Kerk, 1648-1650
  - Huis van Leyden, Leiden, ca. 1650
  - Dorpskerk (Leidschendam), Leidschendam, 1652-1654 (reconstruido en 1696)
  - Bibliotheca Thysiana, Leiden, 1655

- Daniël Stalpaert (1615-1676)
  - 's Lands Zeemagazijn, Ámsterdam, 1655-1656
  - Amstelkerk, Ámsterdam, 1668-1670

- Justus Vingboons (ca. 1620-ca. 1698)
  - Trippenhuis, Ámsterdam, 1660-1662

- Adriaan Dortsman (1635-1682)

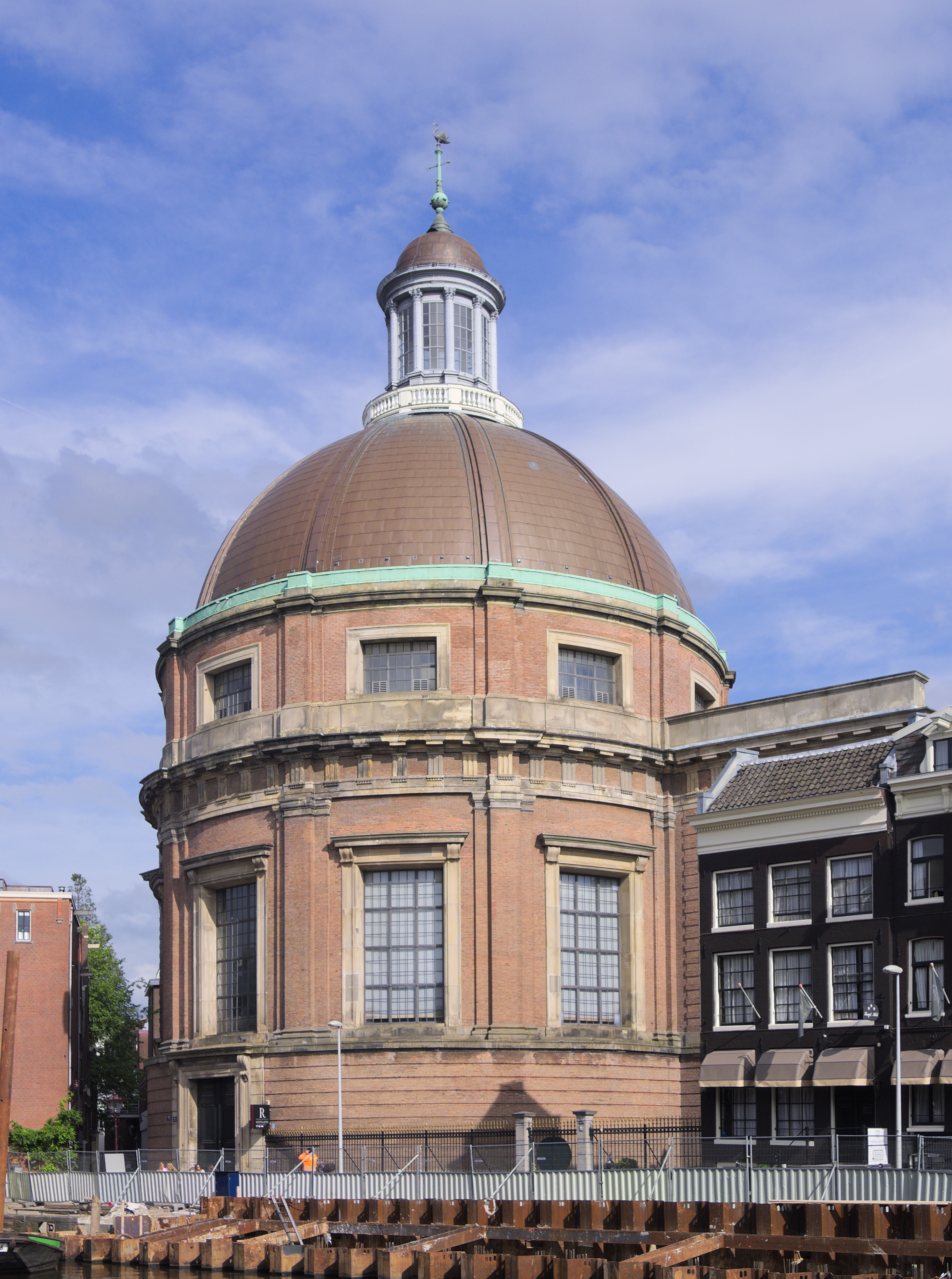
Iglesia redonda luterana (1668-1671) en Ámsterdam, obra de Adriaan Dortsman.

  - Iglesia redonda luterana, Ámsterdam, 1668-1671
  - Oosterkerk, Ámsterdam, 1669-1671 (con Daniël Stalpaert)

- Elias Bouman (1636-1686)
  - Sinagoga portuguesa de Ámsterdam, 1670-1675

- Jacobus Roman (1640-1716, de estylo Strakke)
  - Slot Zeist, 1677-1686
  - Palacio Het Loo (edificio principal), 1684; Daniel Marot participara en su construcción[7]
  - Ayuntamiento de Deventer (fachada), 1693
  - De Voorst, Eefde, 1695-1700

- Maurits Post (1645-1677)
  - Palacio de Soestdijk, Baarn, 1674-1678

- Steven Vennecool (1657-1719)
  - Ayuntamiento de  Enkhuizen, 1686-1688
  - Castillo Middachten (renovación, con Jacobus Roman), 1694-1697

- Otras obras
  - Schielandshuis, Rotterdam, 1665

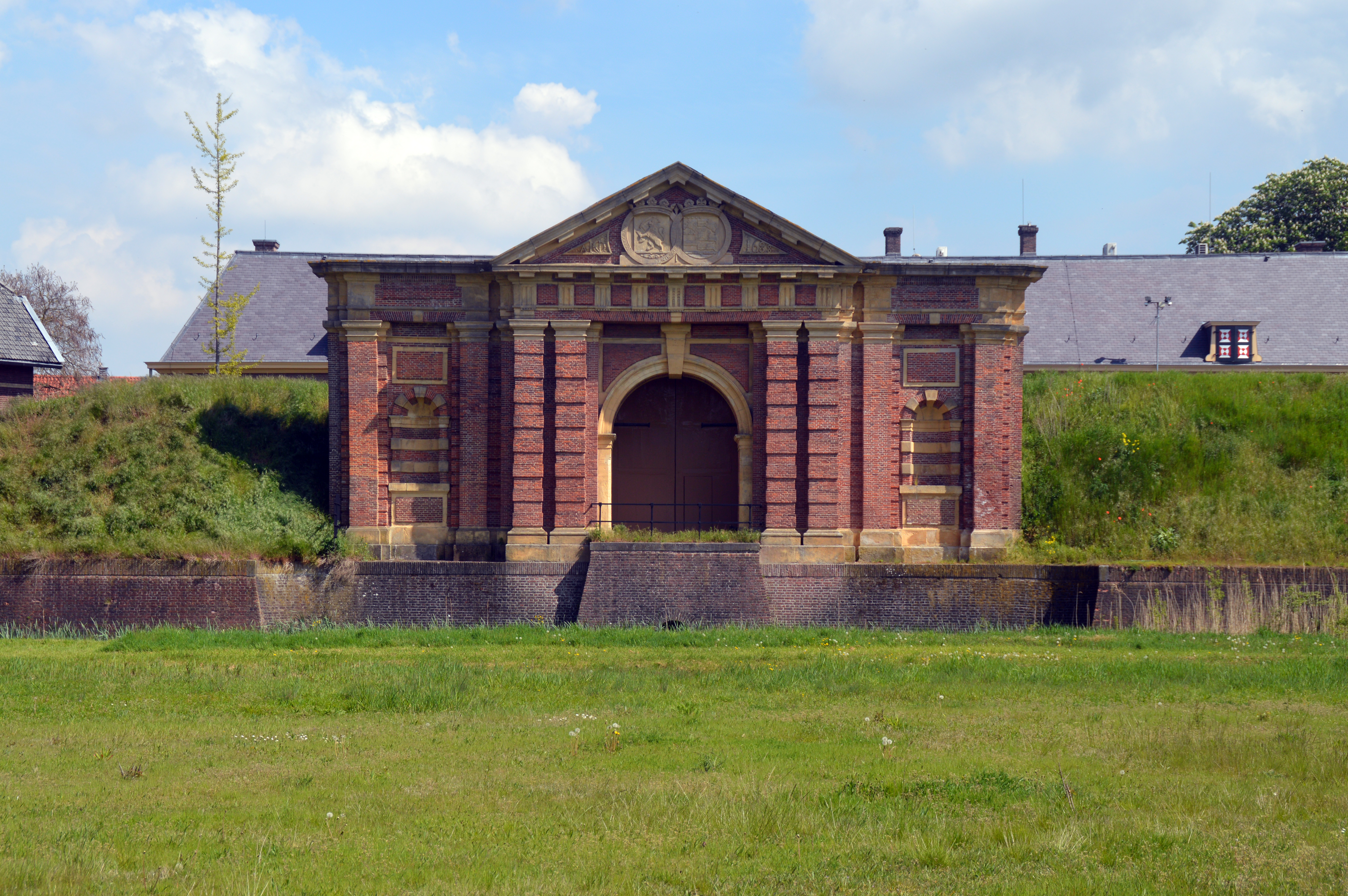
Hampoort, en Grave (en 2021).

  - Koornbeurs (construido como sala de carne), Delft, 1650
  - Hampoort, Grave, 1688